# قشلاق حاج فتحعلی منصور
قشلاق حاج فتحعلی منصور یک منطقهٔ مسکونی در ایران است که در بخش اسلام‌آباد واقع شده‌است. قشلاق حاج فتحعلی منصور ۵۰ نفر جمعیت دارد.